# Hundetragen
L'Hundetragen (letteralmente "trasporto del cane") fu una punizione dell'epoca medievale usata originariamente dai Franchi e dagli Svevi e successivamente in tutto l'impero per i nobili che erano stati condannati per aver violato la pace (Landfriedensbruch).
Prima che venisse eseguita su di loro una condanna a morte, o in sostituzione di una pena di morte non eseguita nei loro confronti (per motivi politici, ad esempio), i condannati dovevano portare un cane da un Gau all'altro. Questo aveva lo scopo di indicare simbolicamente che avrebbero fatto meglio a restare nei loro affari piuttosto che istigare il caos della guerra senza essere chiamati in causa; inoltre, era una chiara punizione volta a ledere l'onore del condannato, che nell'epoca medievale era di primaria importanza, specie per un membro della Hochadel, in quanto il suo onore era maggiormente vincolato al suo potere (gli stessi atti di deditio, all'epoca, era frutto di intense contrattazioni volte a trovare un equilibrio tra la sottomissione del reo di ribellione e il suo onore).
Nel 938, per esempio, il re Ottone I condannò all'Hundetragen i seguaci del ribelle duca del ribelle duca Eberardo di Franconia, e l'imperatore Federico I Barbarossa condannò all'Hundetragen il conte palatino del Reno Ermanno di Stahleck ed i suoi seguaci.
Una punizione simile poteva essere inflitta ad altri gruppi sociali: agli ecclesiastici si faceva portare un codice, ai contadini una ruota di un aratro e ai servi una sella.
Nelle opere raccolte di Giusto Lipsio, l'Hundetragen è menzionato e indicato come la derivazione della parola canaille.